# Equus quagga quagga
Il quagga (Equus quagga quagga) è una sottospecie estinta della zebra delle pianure, che un tempo viveva in Sudafrica (Provincia del Capo e zona meridionale dello Stato Libero dell'Orange). Si distingueva da tutte le altre zebre perché aveva le caratteristiche strisce nere soltanto sulla parte anteriore del corpo. Nella zona centrale del manto, le strisce si facevano più chiare e lo spazio bruno fra di esse si faceva più ampio. La porzione posteriore, infine, era interamente bruna. Il nome della sottospecie deriva dalla parola khoikhoi per designare le zebre. È un termine onomatopeico, visto che si dice riproducesse il suono dell'animale, trascritto come "kwa-ha-ha", "kwahaah", o "oug-ga".
Nel 1987 è stato avviato in Sudafrica il "Progetto quagga", con l'obiettivo di selezionare tramite breeding back una nuova varietà di zebre con caratteristiche esteriori analoghe a quelle dell'estinto quagga.

## Tassonomia

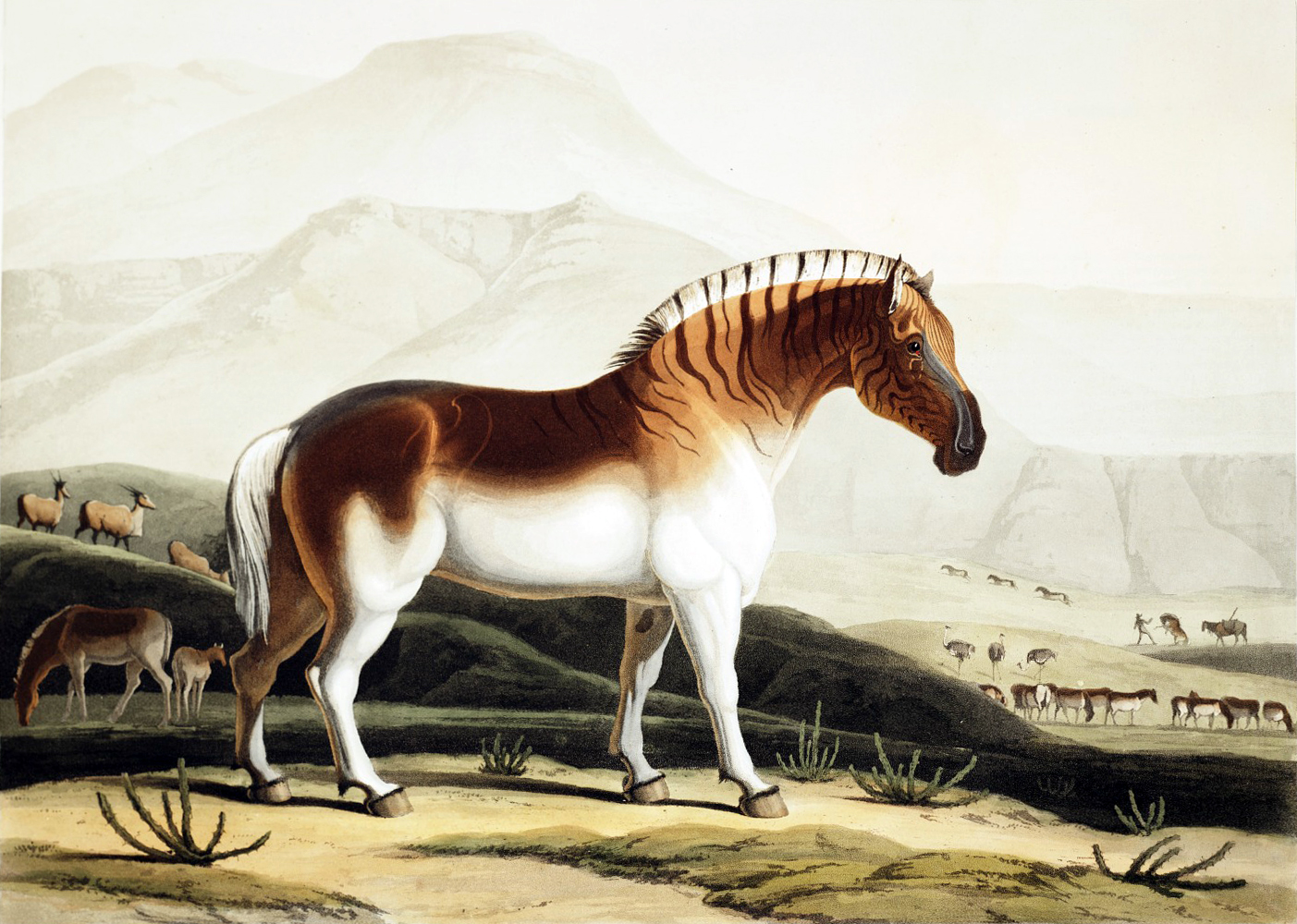
Illustrazione realizzata nel 1804 da Samuel Daniell, alla base dell'individuazione della sottospecie E. q. danielli.

Il quagga è stato inizialmente classificato come specie distinta (Equus quagga) nel 1778 dal naturalista olandese Pieter Boddaert, collocato insieme alle altre zebre delle pianure e di montagna nel sottogenere Hippotigris.
È seguito un lungo dibattito sullo status del quagga e la sua relazione con la zebra delle pianure. I campioni fossili erano scarsi e di incerta attribuzione, in quanto raccolti quando il termine quagga si riferiva a tutte le zebre. Crani fossili di Equus mauritanicus rinvenuti in Algeria sono stati ritenuti come testimonianza di affinità tra il quagga e la zebra delle pianure, ma erano reperti troppo danneggiati per poter trarre conclusioni definitive. Il quagga sarebbe stato anche identificato in alcune pitture rupestri attribuite ai San. Reginald Innes Pocock è stato probabilmente il primo a suggerire l'ipotesi che il quagga fosse una sottospecie di zebra delle pianure, nel 1902. Essendo stato il quagga descritto e nomenclato prima della zebra delle pianure, è stata adottata la nomenclatura trinomiale, con il quagga indicato come E. quagga quagga e le altre sottospecie di zebra delle pianure collocate sotto E. quagga.
Dal punto di vista storico la tassonomia del quagga è stata complicata dal fatto che la popolazione più meridionale di zebre di Burchell (Equus quagga burchellii, nota precedentemente come Equus burchellii burchellii), estinta, era stata ritenuta una sottospecie distinta, se non addirittura un'altra specie (E. burchellii). La rimanente popolazione a nord è stata chiamata Equus quagga antiquorum, indicata come E. q. burchellii da quando è stato scoperto che si tratta della stessa unità tassonomica. La popolazione estinta era ritenuta affine al quagga, in quanto presentava un manto dalle striature limitate. Shortridge collocò infatti nel 1934 le popolazioni nel sottogenere Quagga, caduto poi in disuso. Molti esperti ritengono che le due sottospecie rappresentino l'estremità di una variazione clinale.

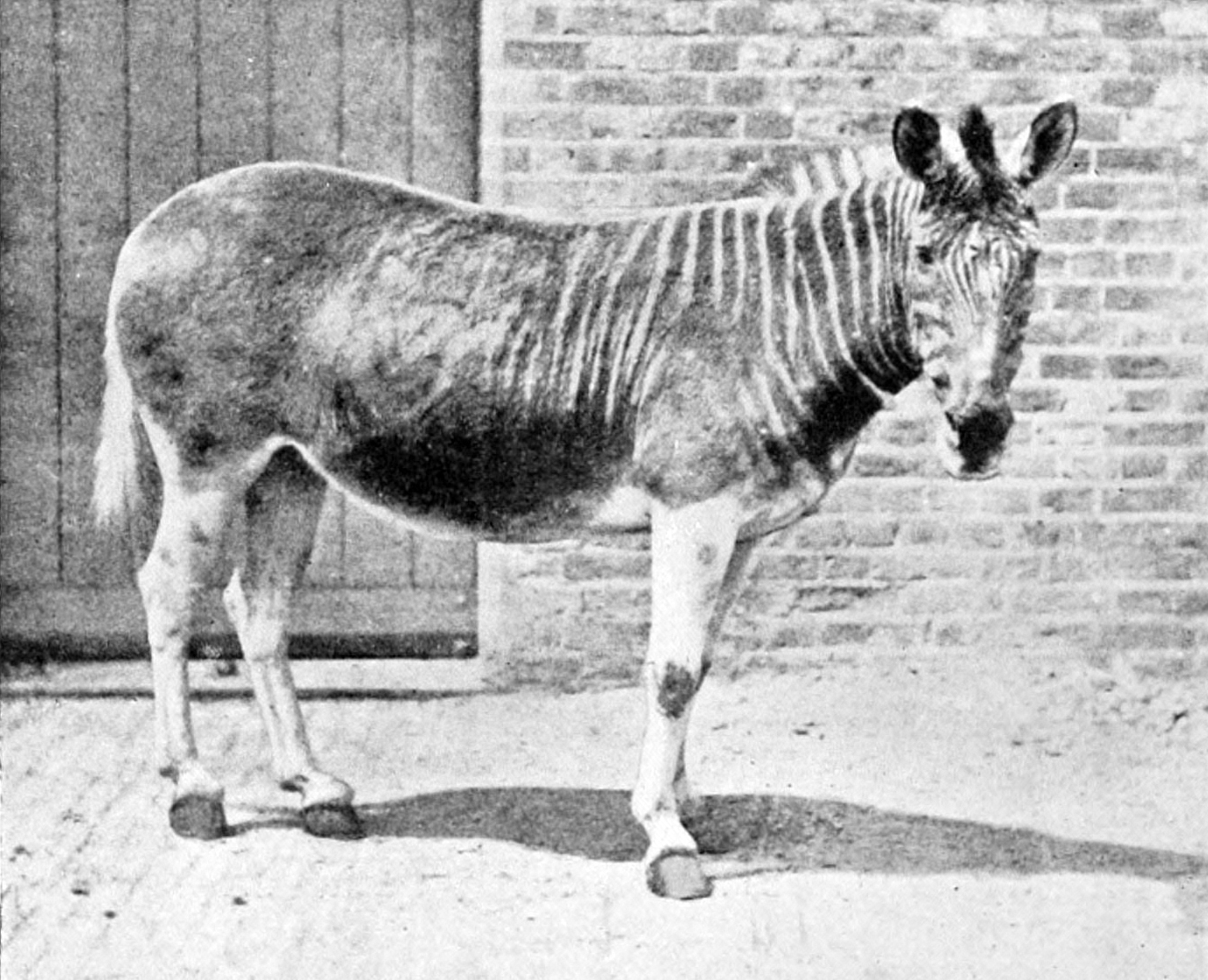
Femmina presso lo Zoo di Londra nel 1870.

Diverse sottospecie di zebra delle pianure sono state indicate come membri di Equus quagga dai primi ricercatori e c'è stata molta confusione sulla classificazione. Le sottospecie sono state descritte in base a differenze nella striatura del manto, che presentava però anche differenze individuali all'interno di una stessa popolazione. Alcune sottospecie, come E. q. danielli e Hippotigris isabellinus, sono state identificate basandosi solo su illustrazioni di individui aberranti. Alcuni autori hanno descritto il quagga come un cavallo selvatico più che come una zebra, e un'indagine craniometrica condotta nel 1980 sembrava confermare quest'affinità con il cavallo (Equus caballus). È stato evidenziato che i primi studi morfologici erano errati; gli studi condotti su esemplari impagliati sono però problematici, in quanto gli impagliatori usavano a volte ossa d'asino per sostituire eventuali parti mancanti.

### Evoluzione

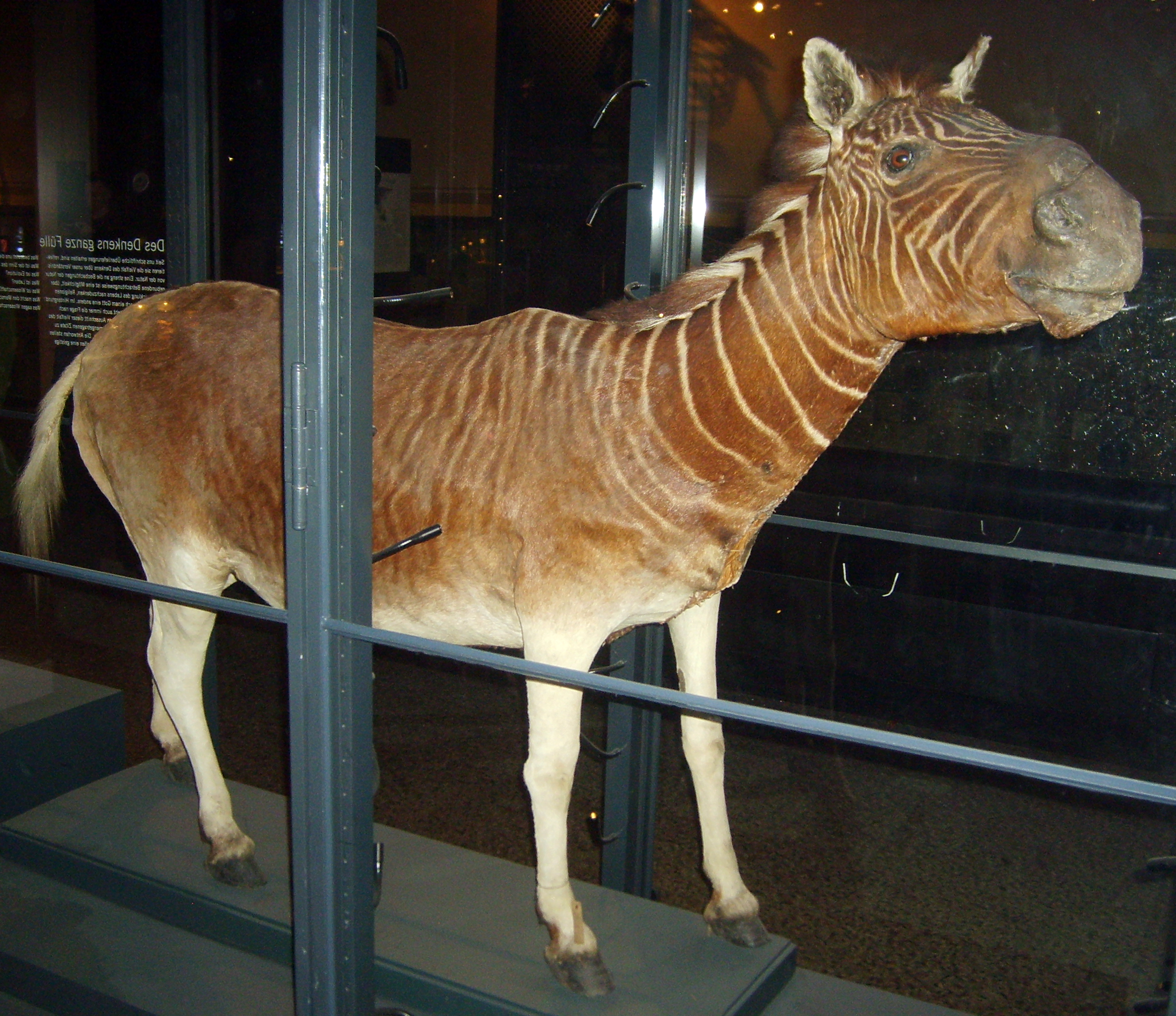
Esemplare impagliato presso il Museum für Naturkunde di Berlino, dal quale è stato prelevato un campione di DNA.

Il quagga è stato il primo animale estinto del quale sia stato analizzato il DNA. Tale analisi, condotta nel 1984, ha avviato lo studio sistematico di quello che è stato chiamato aDNA (Ancient DNA). L'analisi genetica ha confermato che il quagga era più vicino alle zebre che ai cavalli e mostra che il quagga e la zebra di montagna (Equus zebra) condividevano un antenato comune risalente a 3-4 milioni di anni fa. Uno studio immunologico pubblicato nell'anno successivo ha avvicinato invece il quagga alla zebra delle pianure.
In uno studio del 1987 si è ipotizzato che il DNA mitocondriale diverga del 2% circa ogni milione di anni, analogamente ad altre specie di mammiferi; in tal modo si è confermato ulteriormente il legame del quagga con la zebra delle pianure.
Successivi studi morfologici hanno portato a conclusioni contrastanti. Un'analisi del 1999 sulle misure craniche conclude che il quagga era tanto diverso dalla zebra delle pianure quanto da quella di montagna. Uno studio del 2004 su pelle e cranio suggerisce invece che il quagga era una sottospecie di zebra delle pianure. Alla luce di questi studi, molti autori hanno considerato il quagga e la zebra delle pianure come specie distinte.

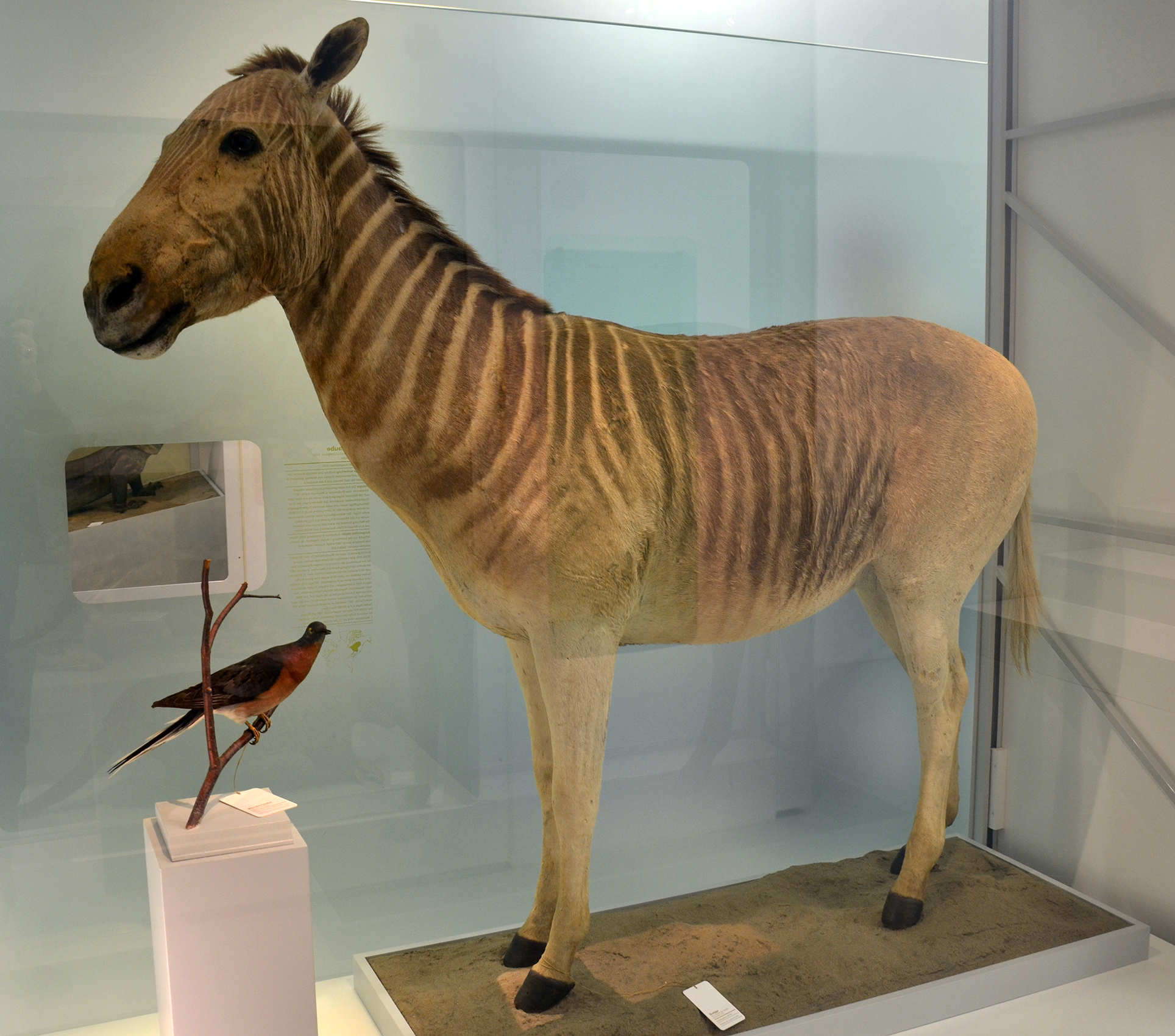
Esemplare presso il Naturhistorisches Museum di Basilea.

Uno studio genetico pubblicato nel 2005 conferma lo stato di sottospecie del quagga, mostrando una certa differenza genetica e indicando che il quagga si sia distinto dalle altre sottospecie tra 120 000 e 290 000 anni fa, nel Pleistocene, forse nel corso del massimo della penultima glaciazione. Il differente motivo del manto si è forse evoluto con rapidità a causa dell'isolamento geografico o dell'adattamento ad un ambiente più arido. Inoltre le zebre delle pianure tendono ad avere un manto con meno strisce nelle popolazioni più a sud, e il quagga era la zebra la cui diffusione era più meridionale di tutte le altre. Altri grandi ungulati africani si sono distinti in differenti sottospecie nello stesso periodo, probabilmente a causa di un cambiamento climatico. Il seguente cladogramma semplificato è basato sulle analisi del 2005 (alcuni taxa condividono aplotipi e potrebbero non essere differenziati):
|  | \| \| Quagga (E. q. quagga) \| \| \| \| \| \| Zebra di Damara (E. q. antiquorum)-Zebra di Chapman (E. q. chapmani) \| \| \| \| |
|  | |
|  | Zebra di Grant (E. q. boehmi)                                                                                                  |
|  | |
|  | Quagga (E. q. quagga) |
|  | |
|  | Zebra di Damara (E. q. antiquorum)-Zebra di Chapman (E. q. chapmani)                                                           |
|  | |

|  | Quagga (E. q. quagga)                                                |
|  |                                                                      |
|  | Zebra di Damara (E. q. antiquorum)-Zebra di Chapman (E. q. chapmani) |
|  |                                                                      |

|  | \| \| Quagga (E. q. quagga) \| \| \| \| \| \| Zebra di Damara (E. q. antiquorum)-Zebra di Chapman (E. q. chapmani) \| \| \| \| |
|  | |
|  | Zebra di Grant (E. q. boehmi)                                                                                                  |
|  | |
|  | Quagga (E. q. quagga) |
|  | |
|  | Zebra di Damara (E. q. antiquorum)-Zebra di Chapman (E. q. chapmani)                                                           |
|  | |

|  | Quagga (E. q. quagga)                                                |
|  |                                                                      |
|  | Zebra di Damara (E. q. antiquorum)-Zebra di Chapman (E. q. chapmani) |
|  |                                                                      |

|  | \| \| Quagga (E. q. quagga) \| \| \| \| \| \| Zebra di Damara (E. q. antiquorum)-Zebra di Chapman (E. q. chapmani) \| \| \| \| |
|  | |
|  | Zebra di Grant (E. q. boehmi)                                                                                                  |
|  | |
|  | Quagga (E. q. quagga) |
|  | |
|  | Zebra di Damara (E. q. antiquorum)-Zebra di Chapman (E. q. chapmani)                                                           |
|  | |

|  | Quagga (E. q. quagga)                                                |
|  |                                                                      |
|  | Zebra di Damara (E. q. antiquorum)-Zebra di Chapman (E. q. chapmani) |
|  |                                                                      |

|  | \| \| Quagga (E. q. quagga) \| \| \| \| \| \| Zebra di Damara (E. q. antiquorum)-Zebra di Chapman (E. q. chapmani) \| \| \| \| |
|  | |
|  | Zebra di Grant (E. q. boehmi)                                                                                                  |
|  | |
|  | Quagga (E. q. quagga) |
|  | |
|  | Zebra di Damara (E. q. antiquorum)-Zebra di Chapman (E. q. chapmani)                                                           |
|  | |

|  | Quagga (E. q. quagga)                                                |
|  |                                                                      |
|  | Zebra di Damara (E. q. antiquorum)-Zebra di Chapman (E. q. chapmani) |
|  |                                                                      |

|  | \| \| Quagga (E. q. quagga) \| \| \| \| \| \| Zebra di Damara (E. q. antiquorum)-Zebra di Chapman (E. q. chapmani) \| \| \| \| |
|  | |
|  | Zebra di Grant (E. q. boehmi)                                                                                                  |
|  | |
|  | Quagga (E. q. quagga) |
|  | |
|  | Zebra di Damara (E. q. antiquorum)-Zebra di Chapman (E. q. chapmani)                                                           |
|  | |

|  | Quagga (E. q. quagga)                                                |
|  |                                                                      |
|  | Zebra di Damara (E. q. antiquorum)-Zebra di Chapman (E. q. chapmani) |
|  |                                                                      |

|  | \| \| Quagga (E. q. quagga) \| \| \| \| \| \| Zebra di Damara (E. q. antiquorum)-Zebra di Chapman (E. q. chapmani) \| \| \| \| |
|  | |
|  | Zebra di Grant (E. q. boehmi)                                                                                                  |
|  | |
|  | Quagga (E. q. quagga) |
|  | |
|  | Zebra di Damara (E. q. antiquorum)-Zebra di Chapman (E. q. chapmani)                                                           |
|  | |

|  | Quagga (E. q. quagga)                                                |
|  |                                                                      |
|  | Zebra di Damara (E. q. antiquorum)-Zebra di Chapman (E. q. chapmani) |
|  |                                                                      |

|  | \| \| Quagga (E. q. quagga) \| \| \| \| \| \| Zebra di Damara (E. q. antiquorum)-Zebra di Chapman (E. q. chapmani) \| \| \| \| |
|  | |
|  | Zebra di Grant (E. q. boehmi)                                                                                                  |
|  | |
|  | Quagga (E. q. quagga) |
|  | |
|  | Zebra di Damara (E. q. antiquorum)-Zebra di Chapman (E. q. chapmani)                                                           |
|  | |

|  | Quagga (E. q. quagga)                                                |
|  |                                                                      |
|  | Zebra di Damara (E. q. antiquorum)-Zebra di Chapman (E. q. chapmani) |
|  |                                                                      |

|  | \| \| Quagga (E. q. quagga) \| \| \| \| \| \| Zebra di Damara (E. q. antiquorum)-Zebra di Chapman (E. q. chapmani) \| \| \| \| |
|  | |
|  | Zebra di Grant (E. q. boehmi)                                                                                                  |
|  | |
|  | Quagga (E. q. quagga) |
|  | |
|  | Zebra di Damara (E. q. antiquorum)-Zebra di Chapman (E. q. chapmani)                                                           |
|  | |

|  | Quagga (E. q. quagga)                                                |
|  |                                                                      |
|  | Zebra di Damara (E. q. antiquorum)-Zebra di Chapman (E. q. chapmani) |
|  |                                                                      |

## Descrizione

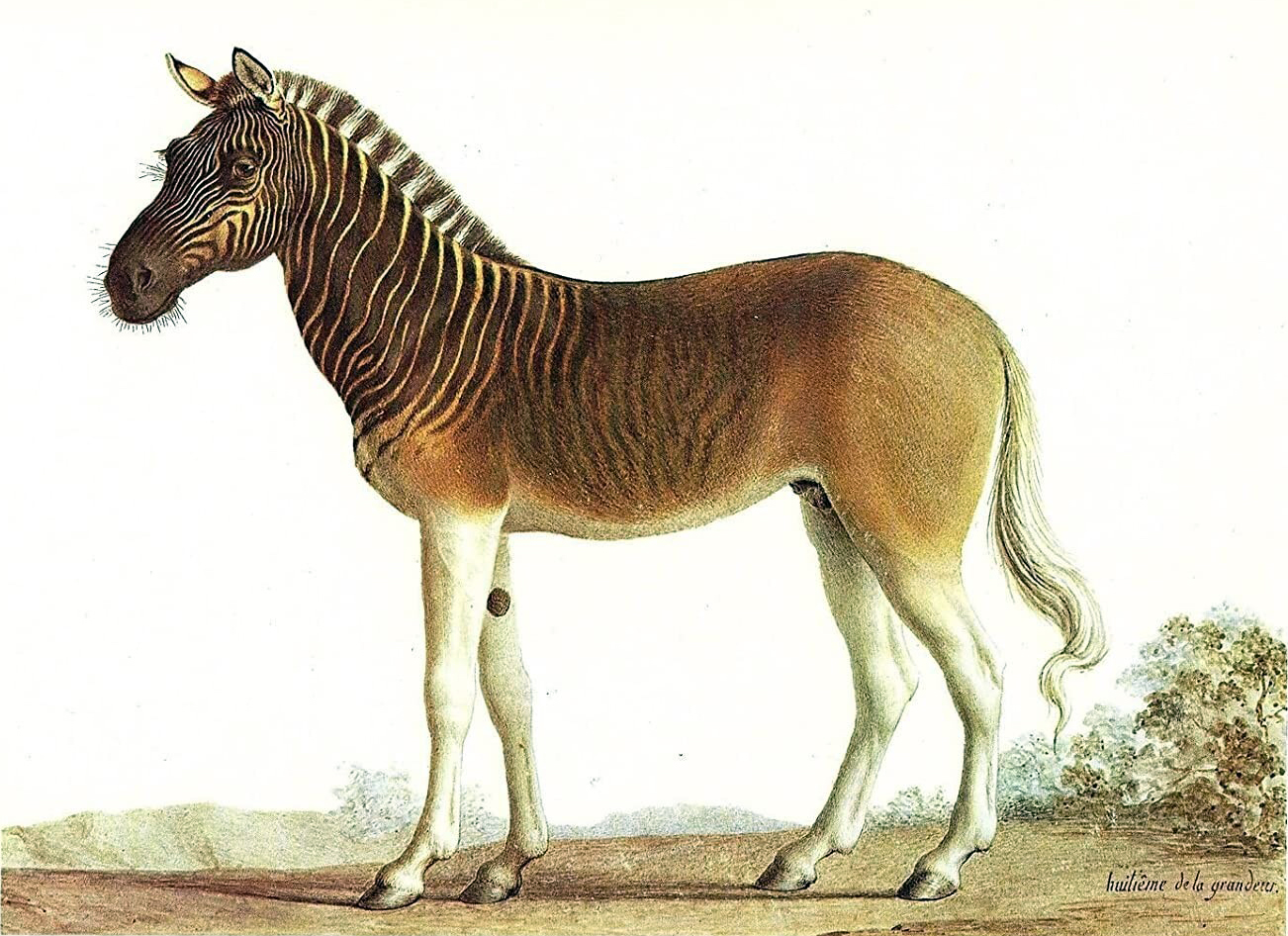
Ritratto di uno stallone per il serraglio di Luigi XVI a Versailles, di Nicolas Maréchal, 1793.

Si stima che il quagga fosse lungo in media 257 cm e alto 135 cm alla spalla. Il motivo del suo manto era unico tra gli equidi, essendo simile a quello della zebra anteriormente e a quello del cavallo posteriormente. Aveva strisce brune sulla testa e sul collo, manto bruno superiormente ma bianco nella pancia, nella coda e nelle zampe. Le strisce erano più scure anteriormente, nella testa e sul collo, e si schiarivano mentre discendevano nel resto del corpo, avvicinandosi al marrone rossastro della schiena e dei fianchi, fino a scomparire nella parte posteriore del corpo. Aveva un elevato grado di polimorfismo, in quanto alcuni individui avevano un manto quasi completamente striato mentre altri erano quasi privi di striature. Aveva anche un'ampia striscia scura dorsale e una criniera a strisce brune e bianche.

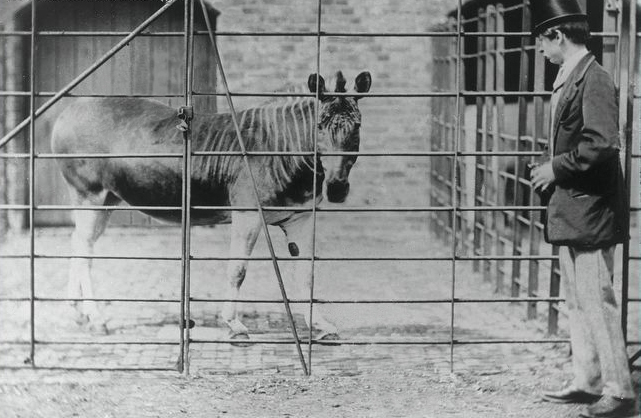
La femmina di quagga presso lo Zoo di Londra nel 1864.

L'unico quagga fotografato in vita era una femmina rinchiusa presso lo Zoo di Londra. Sono note cinque fotografie dell'esemplare, scattate tra il 1863 e il 1870. Sulla base delle fotografie e delle descrizioni scritte, molti ritenevano che le strisce del quagga fossero chiare su sfondo scuro, a differenza delle altre zebre, mentre Reinhold Rau suggeriva che si trattasse di un'illusione ottica, in quanto il colore di base è un bianco crema con strisce larghe e scure. Studi embriologici indicano che le zebre siano scure con strisce bianche.
Vivendo nel territorio più meridionale tra quello popolato dalle zebre, il quagga aveva una spessa pelliccia che mutava annualmente. Il suo cranio era descritto come dal profilo rettilineo con un diastema concavo, relativamente ampio e con un occipitale stretto. Come altre zebre delle pianure, il quagga non aveva giogaia, a differenza delle zebre di montagna. Uno studio morfologico del 2004 evidenzia che le caratteristiche scheletriche della popolazione meridionale di zebre di Burchell e del quagga sono sovrapponibili ed indistinguibili, da cui si conclude che le due sottospecie sfumano morfologicamente l'una nell'altra, al punto che esemplari impagliati di quagga e di zebra di Burchell meridionale sono tanto simili da non essere identificabili con certezza, non essendo state documentate informazioni sulla provenienza. Tra gli esemplari analizzati, le femmine erano mediamente più grosse dei maschi.

## Ecologia

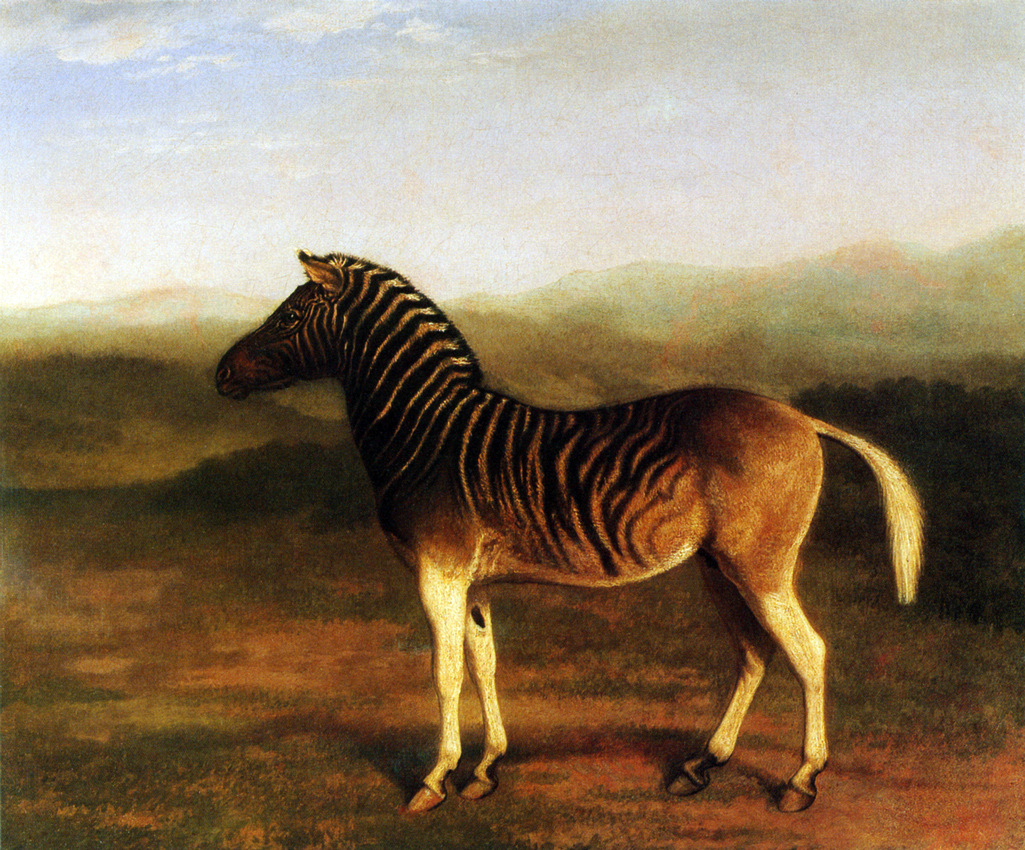
Stallone al Royal College of Surgeons, dipinto da Jacques-Laurent Agasse nei primi anni dell'Ottocento.

Il quagga era la sottospecie di zebra dalla distribuzione più meridionale, vivendo principalmente a sud del fiume Orange. Era un animale da pascolo il cui habitat era ristretto alle distese d'erba e alla macchia nella regione del Karoo, oggi parte della Provincia del Capo Settentrionale, Occidentale, Orientale e del Free State, zone note per la flora e la fauna distintiva e per il notevole endemismo.
Non si hanno molte notizie sul comportamento del quagga nel suo ambiente naturale e non è ben chiaro a quali sottospecie di zebre si riferiscano esattamente i vecchi resoconti. L'unica fonte che descrive inequivocabilmente il quagga nel Free State è quella del maggiore inglese Sir William Cornwallis Harris, che scrive nei suoi appunti del 1840:
(Sir Cornwallis Harris)

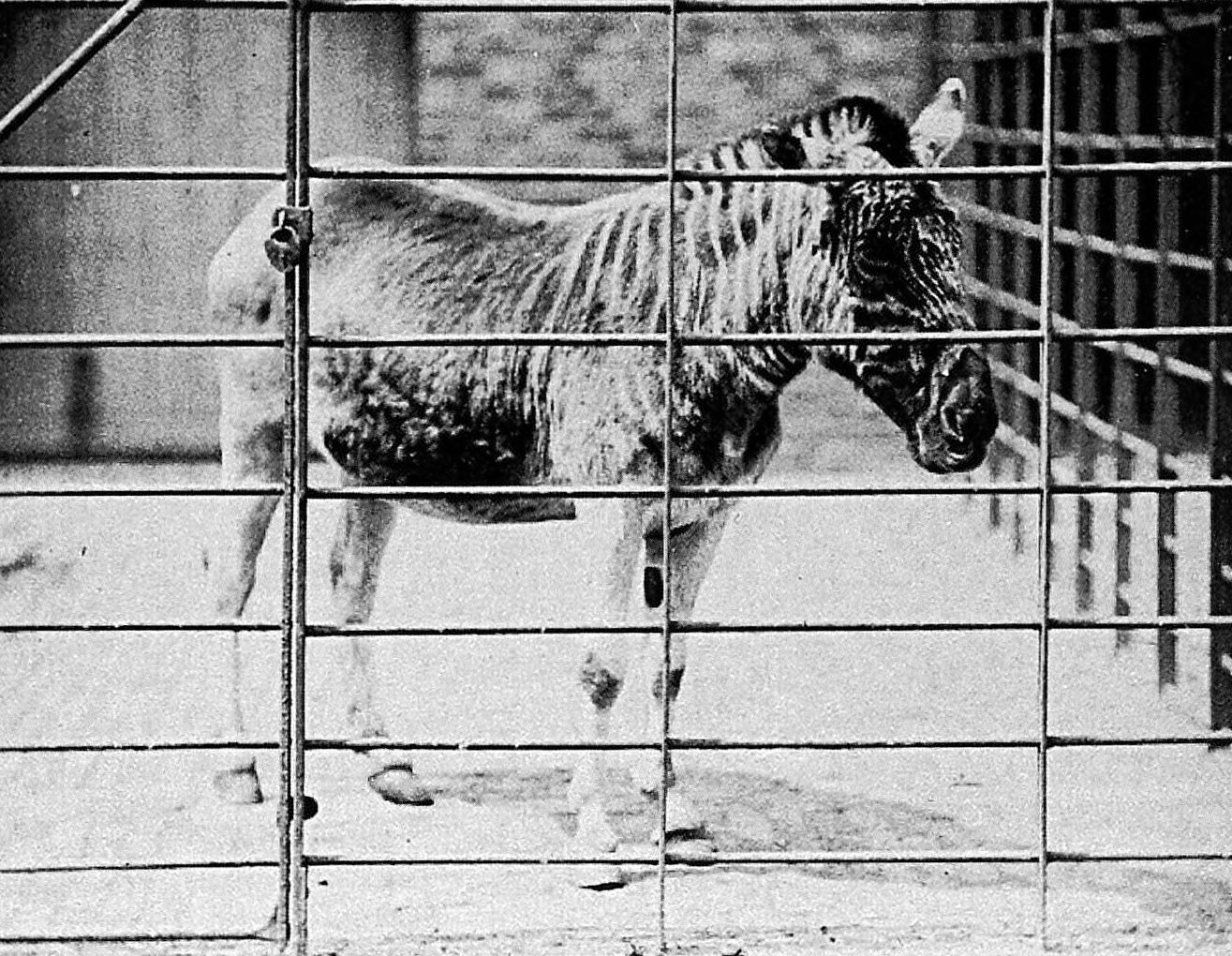
Fotografia della femmina presso lo Zoo di Londra, scattata nel 1863, andata perduta e riscoperta nel 1991.

È stato osservato che il quagga formasse mandrie di 30-50 individui, che spesso si muovevano in fila. Potrebbe essere stato simpatrico con la zebra di Burchell nella zona tra i fiumi Vaal e Orange, anche se l'argomento è dibattuto e non vi sono evidenze di accoppiamenti tra esemplari delle due specie. Potrebbe aver condiviso parte del suo habitat con la zebra di montagna di Hartmann (Equus zebra hartmannae).
Si riferisce che i quagga fossero animali vivaci e nervosi, soprattutto gli stalloni. Negli anni Trenta dell'Ottocento i quagga sono stati usati come animali da tiro per le carrozze a Londra, probabilmente i maschi sono stati prima castrati per mitigarne il carattere. I contadini li usavano come animali da guardia per il bestiame, in quanto attaccavano gli intrusi. D'altra parte, i quagga in cattività negli zoo europei erano definiti più docili rispetto alle zebre di Burchell. Un esemplare è vissuto in cattività per 21 anni e 4 mesi, morendo nel 1872.
Non essendo stata chiarita la funzione pratica delle strisce delle zebre, non è chiaro il motivo della mancanza di strisce nel manto posteriore del quagga. Sono state proposte diverse possibili utilità del manto striato, che aiuterebbe gli animali a confondersi nella mandria, proteggendo dai predatori, o aiuterebbe a ridurre le punture delle mosche, che sarebbero meno attratte dagli oggetti striati. Differenze nella striatura della parte posteriore avrebbero potuto aiutare il riconoscimento tra specie nelle fughe precipitose di più mandrie diverse, facendo in modo che gli individui di una varietà seguissero i propri simili. È stato anche ipotizzato che le zebre abbiano sviluppato la striatura come meccanismo termoregolativo, perso dal quagga che viveva in un ambiente meno caldo, che però non è giustificato dal fatto che le zebre di montagna, pur vivendo in un ambiente meno caldo, abbiano comunque una striatura marcata. Uno studio del 2014 sostiene l'ipotesi del meccanismo di difesa dalle mosche, e il quagga sembra vivesse in un ambiente con una concentrazione di mosche inferiore rispetto all'habitat di altre sottospecie di zebra.

## Estinzione

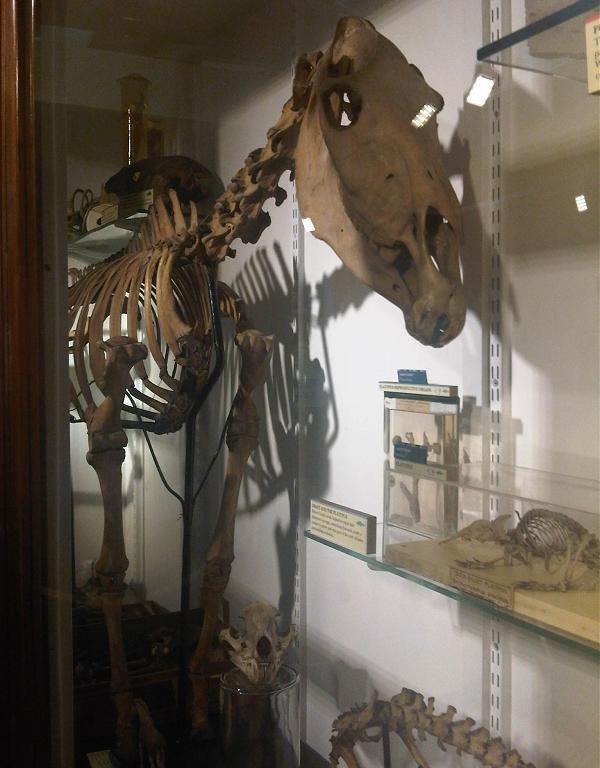
Scheletro di quagga esposto presso il Grant Museum.

Essendo un animale facile da cacciare, il quagga è stato predato dai primi coloni olandesi e poi dagli Afrikaner, sia per la carne sia per le pelli, queste ultime destinate sia all'impiego locale sia all'esportazione. Il quagga era a rischio estinzione anche per via della sua distribuzione geografica limitata e per il fatto di essere in competizione per il pascolo con il bestiame dei coloni. Negli anni Cinquanta dell'Ottocento il quagga era scomparso da quasi tutto il suo habitat: l'ultima popolazione selvatica, nello Stato Libero dell'Orange, è stata estirpata entro i successivi vent'anni, e l'ultimo esemplare selvatico è stato probabilmente abbattuto nel 1878.

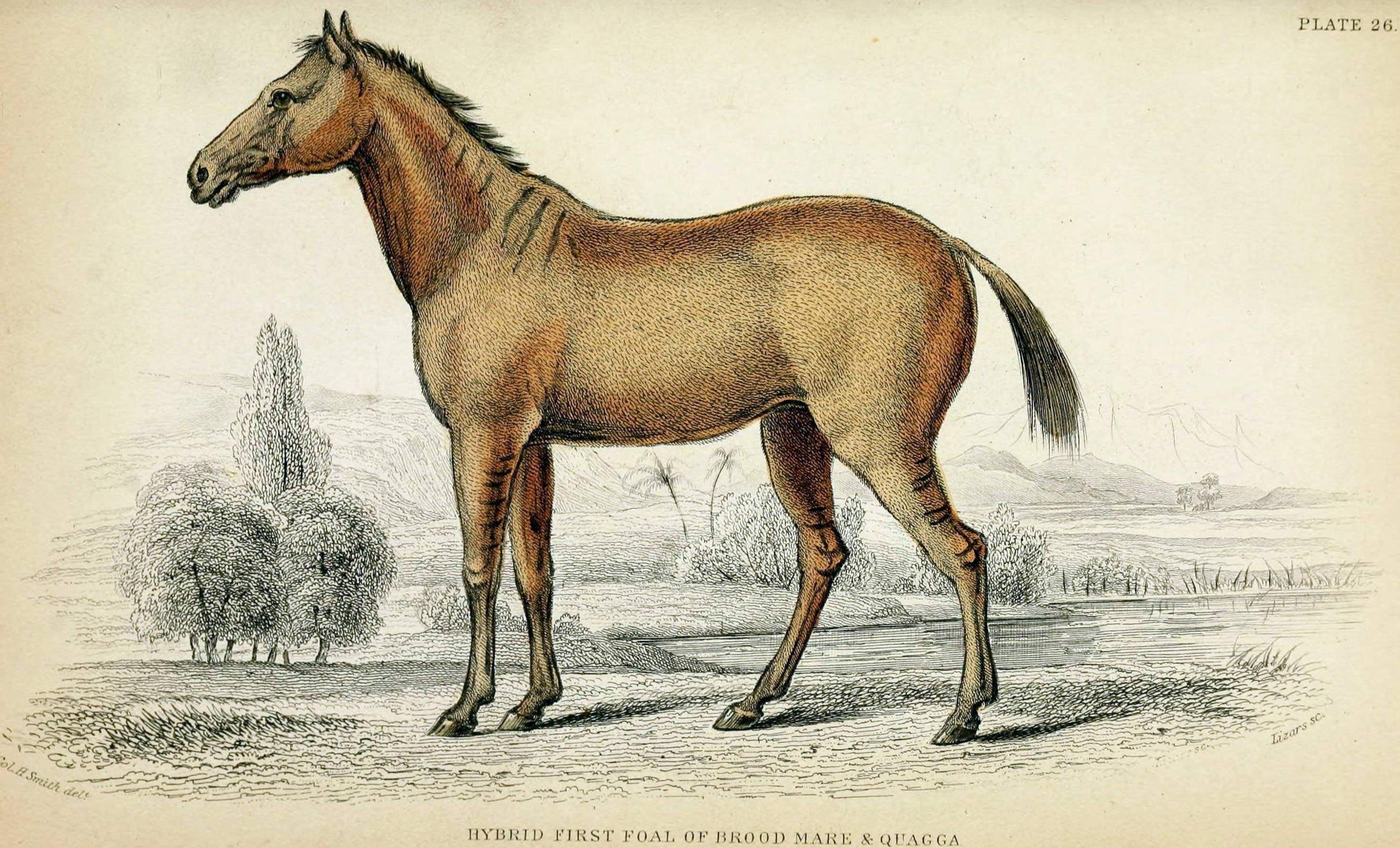
L'ibrido di Lord Morton.

Alcuni esemplari sono stati catturati e spediti in Europa per essere messi in mostra negli zoo. Lord Morton ha tentato di selezionare e ibridare il quagga: è riuscito a procurarsi solo uno stallone, che ha quindi fatto accoppiare con una cavalla. Dall'unione è nata una femmina con strisce di zebra sul dorso e le gambe. La stessa cavalla è stata poi fatta accoppiare con uno stallone nero, ottenendo ancora un esemplare striato. Una relazione su questi esperimenti, che sembravano un riscontro della telegonia, è stata sottoposta alla Royal Society, che l'ha pubblicata nel 1820 e che verrà poi citata da Darwin a supporto della sua teoria sulla pangenesi.
L'ultimo esemplare in cattività è stata una femmina rinchiusa presso lo zoo Natura Artis Magistra di Amsterdam, dove ha vissuto dal 9 maggio 1867 fino alla sua morte il 12 agosto 1883, avvenuta per cause non documentate. L'esemplare a Londra era già morto nel 1872, mentre quello a Berlino era deceduto nel 1875. Sono noti 23 esemplari impagliati di quagga nel mondo, ai quali si aggiunge una testa, un piede, sette scheletri completi e campioni di vari tessuti. Un ventiquattresimo esemplare era conservato a Königsberg ma è andato distrutto durante la seconda guerra mondiale.

## Breeding back
Il naturalista Reinhold Rau propose di selezionare delle zebre per ottenere una varietà con caratteristiche analoghe al quagga, da reintrodurre nell'ambiente. Con la tecnologia attuale non è ovviamente possibile recuperare la sottospecie originale; al momento anche le tecniche di clonazione non consentono di ottenere esemplari vivi di una specie estinta a partire dal patrimonio genetico. La varietà ottenibile tramite un simile procedimento di selezione, detto breeding back, avrà caratteristiche esteriormente analoghe al quagga ma si tratta ovviamente di una popolazione geneticamente diversa da quella della sottospecie originale, chiamata "quagga di Rau" per distinguerla dal vero quagga estinto.
L'iniziale diffidenza verso l'idea di Rau diminuì con la scoperta tramite analisi del DNA mitocondriale che il quagga era una sottospecie di zebra delle pianure, e nel marzo 1986 le prime nove zebre per il progetto vennero catturate nel Parco nazionale Etosha, in Namibia. Furono trasferite il 24 aprile 1987 in un complesso appositamente costruito per il progetto nella riserva naturale Vrolijkheid, nei pressi di Robertson, in Sudafrica. Con l'aumentare del numero di esemplari, tra il 1992 e il 1993 gli animali sono stati trasferiti in diversi siti più spaziosi. Il 29 giugno 2000 l'associazione che portava avanti il progetto ha siglato un accordo con il South African National Parks, divenendo un progetto riconosciuto ufficialmente e supportato logisticamente. Nel 2004 il progetto contava 83 zebre suddivise in 11 località nei dintorni di Città del Capo. Il 20 gennaio 2005 è nato il primo esemplare dal manto sensibilmente meno striato, considerato il primo esemplare del progetto con caratteristiche prossime al quagga.
All'inizio del 2016, dopo circa 4-5 generazioni di incroci mirati si contavano 6 esemplari, nei quali inizialmente venne osservata una riduzione della zebratura, e successivamente la comparsa di una colorazione beige-marrone nel manto sempre più accentuata.

## Bibliografia

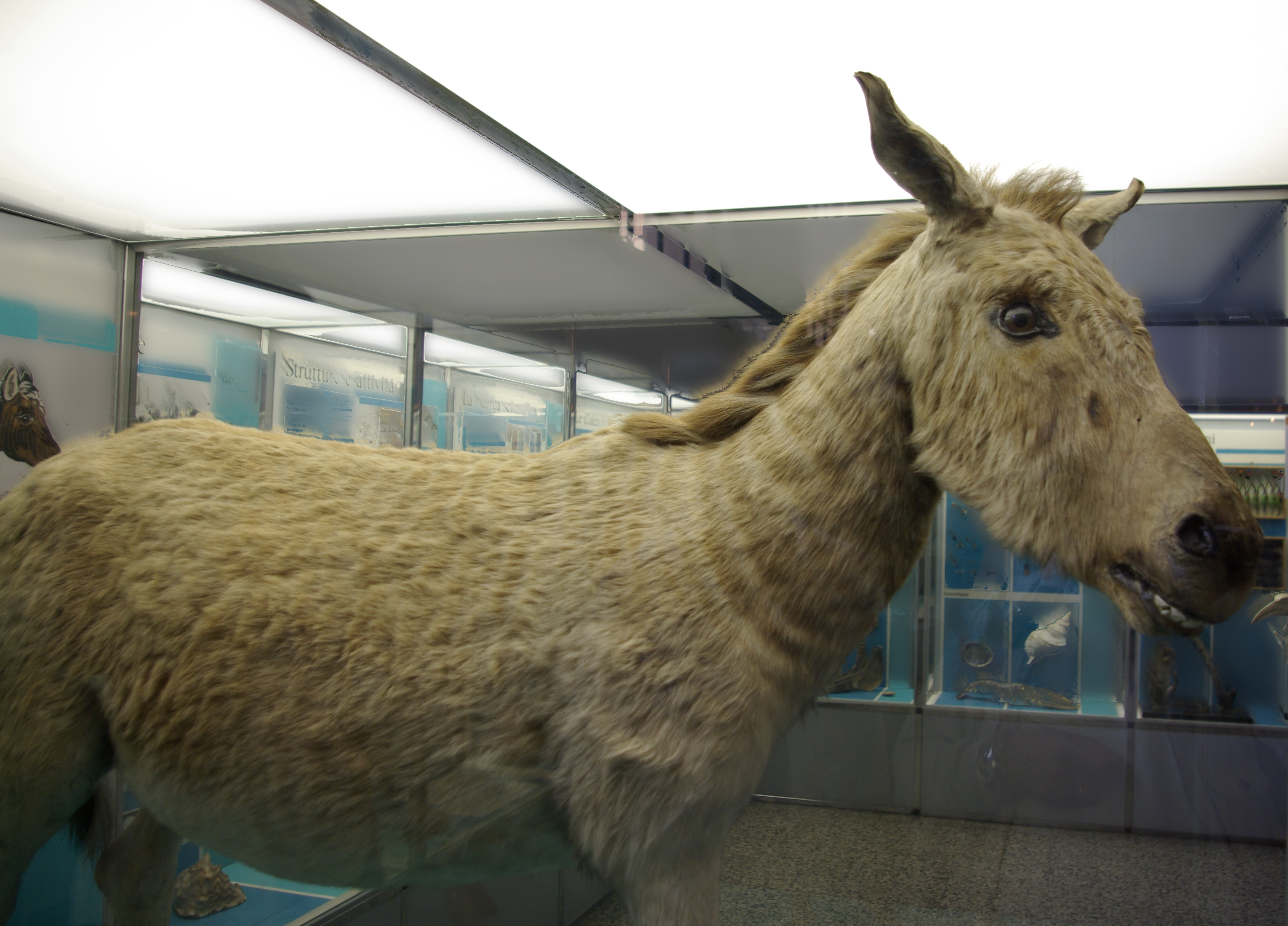
Esemplare esposto al Museo di Scienze Naturali di Milano